# David Guttman
David Alexius Guttman (* 24. Juli 1883 in Brunflo; † 9. Dezember 1940 in Solna) war ein schwedischer Marathonläufer.

## Karriere
Guttman nahm an den Olympischen Spielen 1912 in Stockholm teil. Hier erreichte er im Marathonlauf das Ziel nicht.